# ふらり松尾芭蕉
『ふらり松尾芭蕉』（ふらりまつおばしょう）はフジテレビジョン製作でフジテレビと関西テレビ放送で2016年11月3日から2017年12月28日まで毎週木曜日21:54-22:00（日本時間）に放送されていた中央競馬情報番組、かつ短編テレビドラマ番組である。全60回。日本中央競馬会の単独提供。

## 概要
前番組「となりの新選組」の主演であった高畑裕太が不祥事を起こして逮捕され、所属事務所を解雇された事によって放送が打ち切られ、9月1日以後しばらくは、2015年に放送された「ラグジュアリータイム」（月曜22:54 - 23:00に放送）の再放送を行うことを決めた。その後、ベースを新選組から松尾芭蕉に変更した競馬番組である。

## 出演
- 河合曾良：栁俊太郎
本番組では、松尾芭蕉を陰で支え続けたゴーストライターという設定である。
- うっかり九兵衛：木下隆行
- 松尾芭蕉：足立梨花